# Infima
Infima – najniższa klasa w szkołach dawnych polskich, dzielona zwykle na dwie: infimę minorum (niższą) i infimę maiorum (wyższą), w obydwu uczono głównie gramatyki łacińskiej, a mianowicie zgodności przymiotników z rzeczownikami i przypadkowania imion z trybami i czasami słów. Utarte było wyrażenie „żaczek z infimy", czyli początkujący uczeń, gregorianek.